# Petroleos de Venezuela
Petroleos de Venezuela S.A. (PDVSA) — державна нафтогазова компанія Венесуели, яка володіє монопольним правом на видобуток нафти і природного газу на континентальному і морському шельфах Венесуели.
На 2009 доведені запаси нафти Венесуели становлять 11,2 млрд т (7% світових запасів). Найбільші родовища країни — Маракайбо, Фалкон, Орієнтал і Апуре. Найбільшим імпортером венесуельської нафти є США.
Доведені запаси природного газу країни становлять 4,1 трлн м³ — друге місце в Західній півкулі після США. На території Венесуели щорічно здобувається близько 30 млрд м³ газу (в основному нафтового попутного).

## Історія
Державна нафтова компанія Petroleos de Venezuela SA (PDVSA), заснована в 1975 році, працювала неефективно, витрачаючи значні кошти на і амбіційні проекти, дарування високопоставленим працівникам. Незважаючи на високі ціни на нафту, зріс зовнішній борг. Наприкінці 1980-х різке зниження нафтових цін на світовому ринку призвело до економічної кризи. У 1989 президент Венесуели Карлос Перес, новообраний на цей пост, почав здійснення програми економічної стабілізації і структурної перебудови у країні, розробленої з ініціативи МВФ, однак зроблена ним шокова терапія викликала масове невдоволення населення, і Перес був відчужений від влади. З приходом до влади Уго Чавеса в 1999 р. був ухвалений закон, що передбачає посилення ролі держави і збільшення оподаткування в нафтовій сфері (2002). Частка держави в нефторозвідці та нафтовидобутку була встановлена на рівні не нижче за 51 %. Значно збільшена і плата за надра роялті. Незадоволений реформами персонал PDVSA почав страйкувати, але в тій, що тривала майже два роки боротьби з страйкарями Чавесу вдалося отримати перемогу: на початку 2003 близько 18 000 працівників компанії (тобто майже половина персоналу) були звільнені. Чавесу вдалося повністю поставити діяльність компанії під свій контроль.
Сьогодні PDVSA впливає могутній чином на економічну, соціальну і політичну сфери Венесуели. Компанія регулярно інвестує різні урядові програми в області охорони здоров'я, освіти і т. ін.

## Характеристика
Понад 50 % нафти експортується. Видобуток нафти близько 100 млн т за рік, газу — близько 40 млрд м3. Працює 40 тис. чоловік.
Оцінюючи свої потужності, PDVSA заявляє, що до 2012 року досягне 5 млн 847 тис. продуктивності барелів на день.

## Виноски
1. ↑  Cabot D. Los cuadernos — Buenos Aires: Editorial Sudamericana, 2018. — P. 61. — 240 с. — ISBN 978-950-07-6229-8
2. ↑  Santoro D. El mecanismo: La corrupción Kirchnerista: contratos energéticos, delatores y Odebrecht — 2018. — P. 147. — 352 с. — ISBN 978-950-49-6340-0
3. ↑  Vázquez E. Aduana, corrupción y contrabando — 2018. — С. 190. — ISBN 978-950-49-6296-0
4. ↑  Sandra Arroyo Salgado reveló que en la causa contra Edgardo Kueider por enriquecimiento ilícito están involucrados muchos organismos nacionales: “Hay un estado de corrupción estructural”
5. ↑  Российские компании создают СП с PDVSA по добыче нефти в Венесуэле. Архів оригіналу за 19 березня 2009. Процитовано 16 березня 2009.